# Chrysonotomyia aemilia
Chrysonotomyia aemilia är en stekelart som först beskrevs av Girault 1917.  Chrysonotomyia aemilia ingår i släktet Chrysonotomyia och familjen finglanssteklar. Inga underarter finns listade i Catalogue of Life.